# KF Laçi
Klubi Futbollit Laçi este un club de fotbal din Laç, Albania. A fost fondat în 1960 sub numele de Industriali Laç. Prima participare în Prima Divizie Albaneză a fost în 1992. În sezonul 2006-07 , clubul a jucat în a Doua Ligă Albaneză. În prezent echipa joacă în Prima Ligă Albaneză.